# Jennifer Hau
Jennifer Hau es una deportista estadounidense que compitió en natación. Fue subcampeona mundial en 4x100 metros estilos en el Campeonato Mundial de Natación de 1986.

## Palmarés internacional
| Campeonato Mundial de Natación | Campeonato Mundial de Natación | Campeonato Mundial de Natación | Campeonato Mundial de Natación |
| Año                            | Lugar                          | Medalla                        | Prueba                         |
| ------------------------------ | ------------------------------ | ------------------------------ | ------------------------------ |
| 1986                           | Madrid (España)                | Medalla de plata               | 4 × 100 m estilos              |